# غارسيا راميريث ملك نافارا
غارسيا راميريث (حوالي 1112 - 21 نوفمبر 1150) انتخب ملكاً على نافارا في عام 1134 خلفاً ألفونسو المحارب الذي توفي دون وريث، بحيث قسمت مملكته بين العديد من المرشحين، بحيث انتخب الراهب راميرو شقيق ألفونسو المحارب ملكاً على أراغون، يرجع نسب غارسيا راميريث إلى ابن غارسيا سانشيز الثالث ملك نافارا "سانشو، لورد أونكاستيو"، وأما والدته كريستينا رودريغيث هي ابنة إل سيد سياسي وعسكري قشتالي.
توفي غارسيا في 21 نوفمبر 1150 في مدينة لوركا، وخلفه ابنه سانشو السادس.